# Teenage Mutant Ninja Turtles
De Teenage Mutant Ninja Turtles (kortweg de Turtles of TMNT) zijn vier fictieve figuren die de hoofdrol spelen in een mediafranchise bestaande uit stripverhalen, tekenfilms, speelfilms, televisieseries en computerspellen.
De TMNT zijn vier antropomorfe schildpadden die zeer bedreven zijn in de ninjavechtkunst (ninjitsu). Ze zijn allemaal genoemd naar Italiaanse renaissancekunstenaars: Michelangelo (Michelangelo Buonarroti), Leonardo (Leonardo da Vinci), Donatello (Donato di Niccolò), Raphael (Raffaello Sanzio).

## Oorsprong
De TMNT werden in 1984 bedacht door Kevin Eastman en Peter Laird tijdens een brainstorm. Met geld van een belastingteruggave en een lening bij Eastmans oom publiceerden de jonge tekenaars zelfstandig een enkele strip over de Turtles. Deze strip was bedoeld als parodie op vier van de meest populaire strips van die tijd: Marvel Comics' Daredevil en New Mutants, Dave Sims Cerebus en Frank Millers Ronin. De strip had een behoorlijk donkere ondertoon. Desondanks bleek het concept populair genoeg voor een serie. Het stripbedrijf Mirage Studios bood aan de Turtles strips te produceren.
Over de naam van de strips en series zijn wat moeilijkheden geweest. Onder andere in Groot-Brittannië stonden de vier aanvankelijk bekend als de Teenage Mutant Hero Turtles omdat ninja's als te gewelddadig werden beschouwd voor kinderen. Alle teksten, merchandising, et cetera werden voor de Engelse markt aangepast. Na een paar jaar nam men voor de nieuwe films niet meer deze moeite, zodat alleen de oudere afleveringen nog als zodanig bekendstaan.

## Verhaal
De strips draaien rond schildpadden, die door een groen mutatieslijm van gewone schildpadden in intelligente wezens veranderen (waar dit slijm vandaan kwam kan per verhaal verschillen). Splinter, een rat, werd ook door het slijm gemuteerd en werd de meester van de Turtles.
In de meeste versies van de TMNT was meester Splinter een normale huisrat. Zijn baas (meester Hamato Yoshi) was een ninja. Splinter imiteerde de bewegingen van zijn baas en oefende zo de kunst van ninjitsu. Wanneer op een dag Shredder Yoshi kwam doden, schoot Splinter zijn meester te hulp. Hij heeft daardoor nog steeds een litteken op de wang. Splinter ging op straat wonen waar hij de Turtles tegenkwam en ze ninjitsu leerde.
Er bestaan verschillende varianten op dit beginverhaal. In de ene variant is Splinter de huisrat van Yoshi, in de andere zijn Splinter en Yoshi dezelfde persoon.
Vanuit hun schuilplaats in de riolen van Manhattan bevechten de Turtles allerlei vijanden. Deze vijanden variëren van gewone schurken tot hun aartsvijand The Shredder en diens leger van ninja's. Van tijd tot tijd vechten de TMNT zelfs tegen buitenaardse of bovennatuurlijke vijanden. Altijd houden ze zich verborgen voor de grote menigte omdat de mensen hen niet zouden accepteren. De enige mensen die goed op de hoogte zijn van het bestaan van de Turtles en hen geregeld helpen zijn April O'Neil en Casey Jones.

## Personages
Iedere Turtle heeft zijn eigen uitgesproken karakter en wapen:
- Leonardo is de meest volwassene en als dusdanig de leider. Soms is hij zelfs wat bazig. Zijn wapens zijn katana's.
- Donatello is de intelligentste, een uitvinder. Aan hem hebben de Turtles hun arsenaal aan vervoermiddelen, communicatiemiddelen, etc. te danken. Hij vecht met de bo-staf.
- Raphael benadert alles met een cynisch gevoel voor humor. Hij is tevens de enige van de turtles die een beetje een agressieve houding heeft. In de speelfilms botst zijn karakter vaak met dat van Leonardo. Dit is zo omdat hij liever de leider wil zijn en daardoor moeite heeft met het opvolgen van bevelen van Leonardo. Hij wordt door de meeste gezien als de sterkste van de groep, maar hij heeft het niet in zich om leider te zijn omdat hij niet rustig is en de verantwoordelijkheden niet heeft. Zijn wapens zijn sais.
- Michelangelo is een losbol en houdt van extreme sporten. Zo gaat hij graag skateboarden in de riolen. De kreet "cowabunga!" of "booyakasha", die typerend is voor de Turtles, is oorspronkelijk van hem afkomstig. Zijn lievelingswapens zijn nunchaku's. Ondanks dat hij niet bijster intelligent is, is hij een zeer goede vechter.

Ondanks de grote onderlinge verschillen, hebben de Turtles één ding gemeen: een obsessieve liefde voor pizza. Michelangelo's liefde voor dit gerecht gaat zelfs zo ver dat hij alles eet, zo lang het op een pizza zit. Pindakaas en cornflakes, bijvoorbeeld.
- Splinter is een rat die net als de Turtles is veranderd naar een antropomorfe vorm. Hij is een ninjameester en de sensei van de Turtles.
- April O'Neil is een voormalig laboratoriumassistente van de gestoorde wetenschapper Dr. Baxter Stockman en een van de weinige mensen die van het bestaan van de Turtles afweet. Ze doet voor hen vaak onderzoekswerk dat de Turtles zelf niet kunnen doen in het openbaar.
- Casey Jones is een vigilante en een van de grootste bondgenoten van de Turtles. Hij vecht tegen straatbendes met wapens zoals honkbalknuppels, golfclubs en hockeysticks. Hij draagt steeds een ijshockeymasker om zijn identiteit te beschermen.
- Shredder is een misdadige ninja genaamd Oroku Saki, die samen met de Foot Clan de hoofdvijand is van de Turtles. In alle incarnaties heeft Splinter een persoonlijke vete met hem. Ook is het geregeld voorgekomen dat andere personages zijn identiteit overnamen.
- Dr. Baxter Stockman is een gewetenloze wetenschapper, voor wie April O'Neil als assistente werkte. Later is hij gaan werken voor Shredder.

## Strips

### Mirage Studios
Het eerste deel van Eastman en Laird's Teenage Mutant Ninja Turtles kwam uit in mei 1984, bij een stripboekbeurs in een lokaal hotel in Portsmouth, New Hampshire. Deze strip was gepubliceerd door Mirage Studios. Dit was een zwart-wit strip met een oplage van slechts 3000 exemplaren. Omdat deze strip maar in een kleine oplage beschikbaar was, zijn de exemplaren vandaag de dag een gewild verzamelobject. De naam "Mirage Studios" werd gekozen vanwege Eastman en Lairds gebrek aan een professionele tekenstudio aan het begin van hun carrière.
Mirage publiceerde naast deze stripserie ook een tweemaandelijks stripboek getiteld Tales of the Teenage Mutant Ninja Turtles, met tekenwerk van Ryan Brown en Jim Lawson. Deze serie was bedoeld om de gaten in de continuïteit van de strips op te vullen. De serie liep oorspronkelijk van 1987-1989, en werd weer opgestart in 2004.
Omdat de TMNT steeds populairder werden, en Eastman en Laird steeds meer werk hadden aan de merchandising, werden er nieuwe schrijvers en tekenaars bijgehaald. De stripserie die ooit begon als een parodie groeide uit tot een serie die 76 delen liep.
In juni 1996 blies Image Comics de titel nieuw leven in als een meer actie-georiënteerde strip.

### Archie Comics
Teenage Mutant Ninja Turtles Adventures was een stripboekserie gepubliceerd van augustus 1988 t/m oktober 1995 door Archie Comics. De verhalen in deze strips waren in eerste instantie stripversies van de afleveringen van de eerste animatieserie, maar vanaf deel 5 bevatte de serie ook nieuwe verhalen.. Ryan Brown, Ken Mitchroney, Chris Allan, Dean Clarrian, Stephen Murphy, en anderen bedachten in deze strip een heel ander TMNT universum. Door hun toedoen splitste de stripserie zich al snel af van de animatieserie waar hij op gebaseerd was, en vormde en unieke nieuwe verhaallijn.

### Ralston-Purina Mini Comics
In 1989, bedachten Kevin Eastman en Peter Laird een speciale driedelige serie van ministrips voor de Ralston-Purina Company. Deze strips werden toegevoegd aan het Teenage Mutant Ninja Turtles cornflakes als verzamelvoorwerp voor kinderen.

### Dreamwave Productions
Een maandelijkse strip geïnspireerd door de tweede animatieserie werd gepubliceerd door Dreamwave Productions van juni t/m december 2003. De serie werd geschreven door Peter David en getekend door LeSean Thomas.

### Manga
De Turtles deden mee in vele mangaseries: Mutant Turtles (ミュータント・タートルズ
) was een 15-delige serie door Tsutomu Oyamada, Tadashi Makimura, en Yoshimi Hamada die afleveringen van de animatieserie als basis gebruikte. Super Turtles (スーパータートルズ) was een driedelige miniserie door Hidemasa Idemitsu, Tetsurō Kawade, en Toshio Kudō met in de hoofdrol de "TMNT Supermutants", actiefiguurtjes die alleen destijds verkrijgbaar waren. De volgende serie was Mutant Turtles Gaiden (ミュータント・タートルズ外伝) door Hiroshi Kanno. Ook noemenswaardig is Mutant Turtles III, een mangaversie van de derde film geschreven door Yasuhiko Hachino.

### Dagelijkse krantenstrip
Een dagelijkse krantenstrip geschreven en getekend door Dan Berger verscheen t/m december 1996. De strip bevatte van maandag tot vrijdag korte verhalen, en in het weekend puzzels en fantekeningen. Op zijn hoogtepunt werd de strip in 250 kranten gepubliceerd.

## De televisieseries

### Eerste animatieserie (1987)
In 1987 verscheen de eerste animatieserie gebaseerd op de stripboeken. In Nederland werd deze serie uitgezonden door de TROS. Deze serie verschilde echter sterk van de strips. Het geweld was sterk verminderd en het verhaal minder donker.
In deze serie is Splinter zelf Master Yoshi in plaats van meester Yoshi's huisrat. Het slijm dat hem en de Turtles veranderde blijkt afkomstig van de Shredder. Een ander belangrijk verschil is dat de Turtles nadat het slijm hen heeft bedekt meteen muteren tot hun nieuwe vorm. In alle andere versies van de Turtles duurt deze verandering enkele jaren omdat ze als schildpadden nog maar net waren geboren.
Zie ook: Lijst van afleveringen van Teenage Mutant Ninja Turtles (1987-1996)

### Ninja Turtles: The Next Mutation (1998)
In 1998 verscheen er een tweede Amerikaanse Ninja Turtles-serie. Hoewel deze keer niet geanimeerd. Dit jaar besloot het bedrijf Saban Entertainment, bekend van series als Power Rangers en BeetleBorgs, een live-actionversie te maken. De serie kreeg de titel Ninja Turtles: The Next Mutation en werd uitgezonden op de Amerikaanse Fox Kids. In Nederland werd de serie rond 2000 uitgezonden, ook door Fox Kids.
In deze nieuwe serie kwamen erg weinig schurken van de originele serie voor. In de eerste aflevering was Shredder nog te zien, maar die werd gelijk in die aflevering gedood. Er kwamen nieuwe schurken als de Dragon Lord en de vampier Vam Mi. Ook had deze serie de eerste, tot nu toe enige, vrouwelijke Turtle: Venus de Milo.
De serie was populair, maar het gebruik van auteursrechtelijk beschermde personages als de Turtles (behalve Venus) en Splinter was te duur: Saban moest Mirage Studios, die de rechten van de Turtles bezit, betalen om die personages te mogen gebruiken. Andere series van Saban, zoals Mystic Knights of Tir na Nog en BeetleBorgs, stond hierdoor hetzelfde lot te wachten.
Deze Turtles verschijnen eveneens in een aflevering van de serie Power Rangers: In Space, namelijk Shell Shocked uit 1998.
Zie ook: Lijst van afleveringen van Ninja Turtles: The Next Mutation

### Tweede animatieserie (2003)
In 2003 werd er een tweede animatieserie gemaakt. Hoewel deze serie de originele strips beter volgt, wordt deze toch door de puristen als minder beschouwd dan de eerste tekenfilmserie. Het enige echte verschil met de strips is de oorsprong van Shredder. In deze nieuwe serie is Shredder in werkelijkheid een Utrom. De Utrom is een groep aliens die honderden jaren terug door zijn toedoen hier zijn neergestort. In de strip en eerste serie was hij gewoon een mens. Het slijm dat de Turtles en Splinter veranderde is ook van deze Utroms afkomstig. De serie telt zeven seizoenen, waarvan er in Nederland drie werden uitgezonden op Fox Kids.
Zie ook: Lijst van afleveringen van Teenage Mutant Ninja Turtles (2003-2009)

### Derde animatieserie (2012)
Vanaf september 2012 is er een derde animatieserie over de Teenage Mutant Ninja Turtles. Deze serie wordt uitgezonden door Nickelodeon (Nederland en Vlaanderen). De complete serie is in CGI gemaakt, en er komen vele nieuwe onderdelen in voor, maar ook dingen uit de serie van 1987, zoals de Kraang en Hamato Yoshi die door het mutageen is veranderd in een rat.

## Specials

### Anime
Als toevoeging aan de Amerikaanse series, werd in Japan een twee afleveringen tellende anime geproduceerd in 1996 getiteld Mutant Turtles: Chōjin Densetsu Hen (ミュータント・タートルズ超人伝説偏). De serie werd gemaakt in dezelfde tekenstijl als de eerste animatieserie.
De eerste aflevering werd gemaakt om de TMNT Supermutants-speelgoedfiguren te promoten. Deze bevatte de Turtles als superhelden met kostuums en superkrachten die ze kregen via "Muta-Stones". Geheel in de stijl van Super Sentai konden deze vier Turtles kun krachten combineren om één reusachtige Turtle te vormen.
De tweede aflevering werd gemaakt om de Metal Mutants-actiefiguurtjes te promoten.

### Specials
In 1994 werden twee live-actionspecials gemaakt van elk 25 minuten. Dit waren We Wish You a Turtle Christmas en Turtle Tunes. Nederland is het enige land waar deze twee specials op dvd zijn verschenen.

### Tour
In 1990 werd er in Amerika met behulp van live-actionacteurs een tour gehouden, genaamd 'The Coming Out of Their Shells Tour'. De Ninja Turtles houden een wereldwijde tour, om hun fans te ontmoeten. Ze zingen zelfverzonnen liedjes zoals "Coming Out of Our Shells", "Pizza Power", "Skippin Stones", "Walk Straight" en "Tubin'". Net als de Turtles zich op hun gemak gaan voelen, besluit Shredder een eind te maken aan dit muzikale festijn.

## De films
Er zijn acht films verschenen over de Turtles: vijf live-action-, twee digitaal geanimeerde en een animatiefilm.

### Teenage Mutant Ninja Turtles (1990)
De eerste film Teenage Mutant Ninja Turtles is een live-actionfilm die redelijk nauwkeurig de verhaallijn van de Miragestrips volgde, maar met af en toe ook wat van de humor uit de animatieserie. De film toont de oorsprong van Splinter en de Turtles, hun eerste ontmoeting met April (Judith Hoag) en Casey Jones (Elias Koteas), en hun eerste confrontatie met Shredder en zijn Foot Clan. De film werd geregisseerd door Steve Barron en uitgebracht door New Line Cinema.

### Teenage Mutant Ninja Turtles II: The Secret of the Ooze (1991)
De tweede film getiteld Teenage Mutant Ninja Turtles II: The Secret of the Ooze gaat nog dieper in op de oorsprong van de Turtles. Ook introduceert de film een andere menselijke vriend van de Turtles, Keno (Ernie Reyes jr.) en Shredders gemuteerde helpers Tokka en Rahzar. Oorspronkelijk wilde men Bebop en Rocksteady gebruiken, maar Laird en Eastman waren hier tegen.

### Teenage Mutant Ninja Turtles III (1993)
De derde film, getiteld Teenage Mutant Ninja Turtles III, is anders dan de vorige twee. Shredder komt niet meer voor in deze film. In plaats daarvan draait de film om een magische scepter waarmee April en de Turtles per ongeluk in het oude Japan belanden.

### TMNT (2007)
De vierde Turtles-film, die kortweg TMNT heet, kwam uit op 23 maart 2007. Deze film is geheel met de computer getekend en werd geproduceerd door Imagi Animation Studios. Chronologisch gezien vindt deze film plaats na de vorige drie. Het verhaal gaat over de legende van vijf broers en dertien monsters.

### Turtles Forever (2009)
Een direct-naar-videoanimatiefilm waarin de Turtles uit de eerste animatieserie de Turtles uit de tweede serie tegenkomen. Met zijn achten strijden ze tegen de Shredder en de Foot Clan.

### Teenage Mutant Ninja Turtles (2014)
In 2012 werd bekend dat Michael Bay, bekend van de Transformers-filmserie, een zesde film gaat maken over de Teenage Mutant Ninja Turtles, kortweg Ninja Turtles genoemd. Het verhaal gaat erover dat de schildpadden eigenlijk aliens zijn. Dit idee zorgde voor veel commotie bij fans. In april 2013 werd dit idee door Michael Bay ontkend, zodat de Ninja Turtles weer gewoon mutanten zijn. Kevin Eastman en Peter Laird, de makers van TMNT, werkten mee aan de film.

### TMNT: Out of the Shadows (2016)
Vervolgfilm uit 2016 van de film van Michael Bay uit 2014.

### Teenage Mutant Ninja Turtles: Mutant Mayhem (2023)
Nederlandse titel: Ninja Turtles: Totale chaos.

## Merchandising

### Actionfiguurtjes
Gedurende de tijd dat de eerste animatieserie werd uitgezonden, produceerde Playmates Toys honderden TMNT-actiefiguurtjes, samen met voertuigen, speelsets en accessoires. Mirage Studios leverde veel van de ontwerpen voor de figuurtjes. De speelgoedserie bevatte veel varianten op de TMNT zoals "Farmer Mike" en "Classic Rocker Leo". Als toevoeging produceerde Playmates een serie van TMNT/Star Trek-cross-overfiguurtjes omdat Playmates destijds ook de rechten van Star Trek-speelgoed in handen had. Playmates begon opnieuw met Turtlespeelgoed toen de tweede animatieserie uitkwam. Naar aanleiding van de serie uit 2012 bracht Playmates weer nieuwe figuurtjes en speelsets van de Ninja Turtles op de markt.

### Rollenspellen
In 1985 bracht Palladium Books het rollenspel Teenage Mutant Ninja Turtles & Other Strangeness uit. Dit spel was gebaseerd op de originele stripserie, en kreeg een groot aantal uitbreidingen. De populariteit kelderde echter na de komst van de eerste animatieserie en de live-actionfilms.

### Videospellen
Het eerste first Famicom/NES TMNT spel was de singleplayer Teenage Mutant Ninja Turtles, uitgebracht door Konami/Ultra in 1989. Het spel was destijds uniek in het opzicht dat de speler ook tijdens het spel van bespeelbare Turtle kon wisselen, en zo telkens de Turtle kon kiezen die het meest geschikt was voor een bepaald onderdeel.
Ook uitgebracht door Konami in 1989 was het eerste TMNT-arcadespel. Dit spel werd later overgebracht naar de NES als Teenage Mutant Ninja Turtles II: The Arcade Game en in maart 2007 naar de Xbox 360 als TMNT 1989 Arcade game. Dit leidde tot nog een spel getiteld Teenage Mutant Ninja Turtles 3: The Manhattan Project. Het volgende spel was Teenage Mutant Ninja Turtles IV, dat uitkwam in 1991 als een arcadespel.
Terwijl de videospellen serie zich voortzette, begonnen programmeurs unieke kenmerkende bewegingen voor elke Turtle te programmeren. Toen de populariteit in de jaren 90 afnam, veranderden de videospellen van richting. Teenage Mutant Ninja Turtles: Tournament Fighters kwam uit als een een-tegen-een gevechtsspel gelijk aan de Street Fighter-serie.

### Voedsel
Op het hoogtepunt van hun populariteit werden de Turtles zelfs gebruikt voor enkele voedselproducten. Bekend waren Ninja Turtles cornflakes, geproduceerd door Ralston-Purina. Hier zaten o.a. Pizza Crunchabungas bij, maissnacks met pizzasmaak. Andere bekende producten waren Ninja Turtle koekjes, Fruit Snacks, Puddingtoetjes en ijs.